# Saint-Maurice (Val-de-Marne)
Saint-Maurice település Franciaországban, Val-de-Marne megyében. Lakosainak száma 14 411 fő (2022. január 1.). Saint-Maurice Charenton-le-Pont, Joinville-le-Pont, Párizs és Maisons-Alfort községekkel határos.

## Népesség
A település népessége az elmúlt években az alábbi módon változott:
| Lakosok száma | 14 927 | 14 574 | 14 406 | 14 056 | 14 001 | 14 189 | 14 560 | 14 603 | 14 411 |
|               | 2013   | 2015   | 2016   | 2017   | 2018   | 2019   | 2020   | 2021   | 2022   |